# Oron (Zwitserland)
Oron is een Zwitserse gemeente in het district Lavaux-Oron van het kanton Vaud.

## Geschiedenis
De gemeente is op 1 januari 2012 opgericht als fusie van de toenmalige gemeentes Bussigny-sur-Oron, Châtillens, Chesalles-sur-Oron, Ecoteaux, Oron-la-Ville, Oron-le-Châtel, Les Tavernes, Les Thioleyres, Palézieux en Vuibroye.
Deze gemeentes waren gelegen in het district Oron tot het op 1 januari 2008 werd opgeheven en onderdeel werd van het nieuw opgerichte district Lavaux-Oron. Het voormalige district bestond uit twee cirkels en de huidige gemeente omvat bijna het gehele grondgebied van de cirkel van Oron. De aangrenzende gemeente Essertes en de aan die gemeente grenzende gemeentes Ferlens en Servion behoorden wel tot de cirkel maar zijn niet opgegaan in de gemeente Oron. Een andere aangrenzende gemeente, Maracon, had aanvankelijk nog wel deelgenomen aan de onderhandelingen maar is uiteindelijk ook zelfstandig gebleven.